# Jiahu

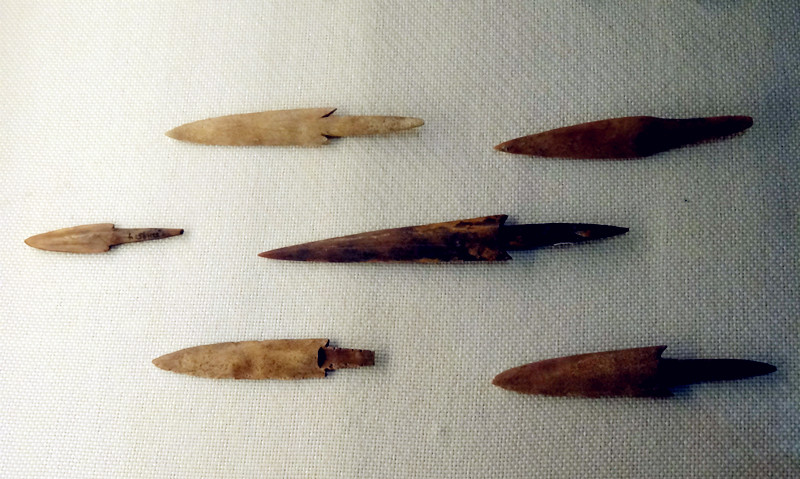
Pilspetsar av ben från Jiahu.

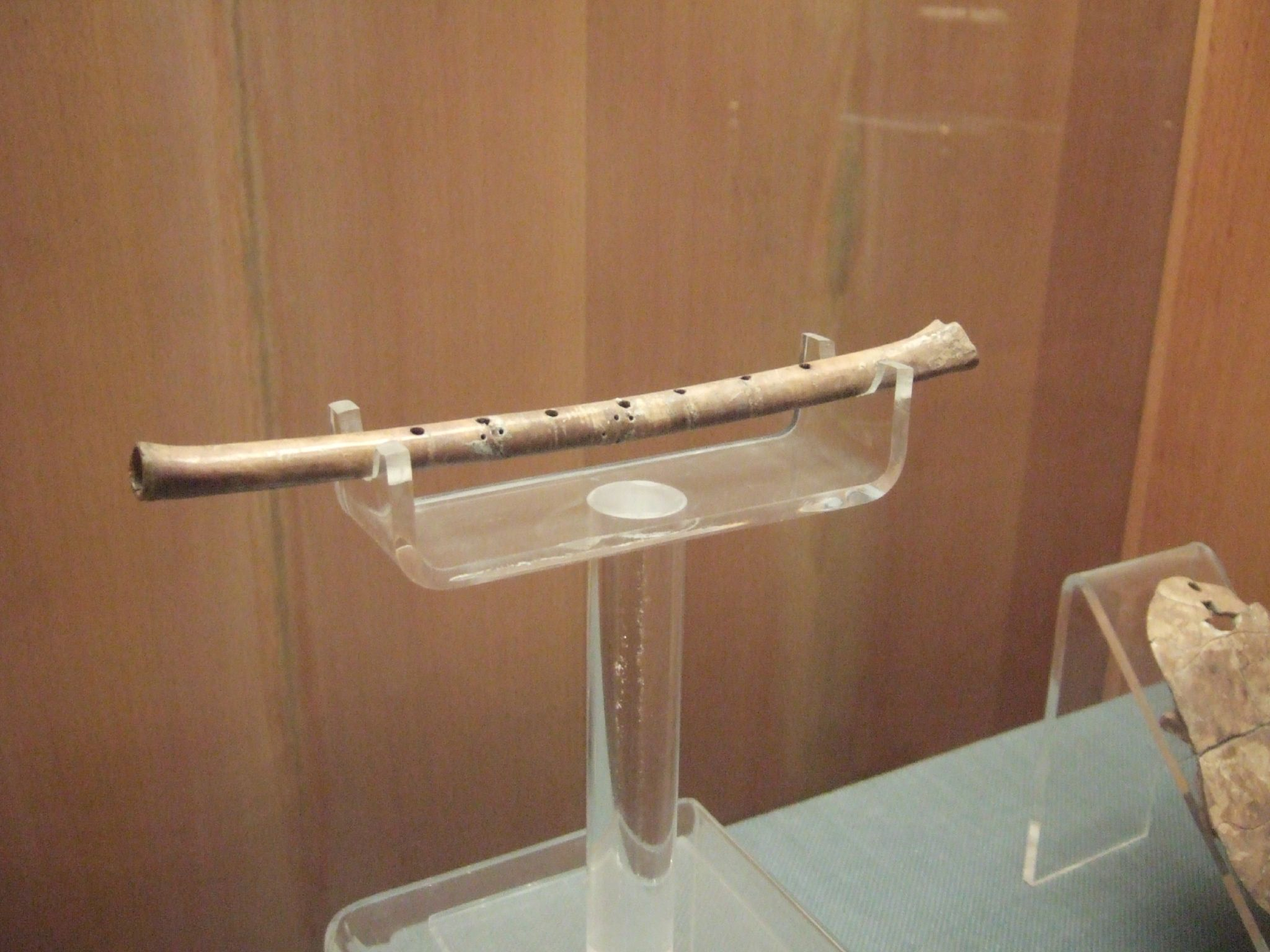
Benflöjt från Jiahu.

Jiahu (贾湖遗址; Jiǎhú yízhǐ) är en arkeologisk neolitisk utgrävningsplats i Henan i Kina. Jiahua har gett namn till Jiahuakulturen som är en del i Peiligangkulturen. Platsen är med kol-14-metoden daterad 7000 f.Kr. till 5 800/5 500 f.Kr. Jiahu ligger vid byn Jiahu utanför staden Beiwudu vid Shafloden i Wuyang härad i övre Huaiflodens dal. När boplatsen var som störst upptog den 5,5 hektar. En stor mängd artefakter av lergods, ben, sten, horn och tänder har hittats, och ett flertal gravar och nio hus har grävts ut. Platsen har grävts ut vid totalt åtta tillfällen från 1980-talet till 2013, och utgrävningsplatsen upptar 300 m².
Rester av stora mängder odlade grödor har hittats vid Jiahu, såsom ris, sojabönor och olika varianter av fältfrön, ekollon, sjönöt och lotusrötter. Jiahu är en av de äldsta platserna för risodling i Kina. Vid Jiahu hölls även domesticerade hundar, får och boskap, och Kinas äldsta fynd av domesticerade grisar.
Kinas äldsta fynd av benflöjt är gjort vid Jiahu. Flöjtarna är tillverkade av vingben från japansk trana, och sex av dessa representerar de äldsta spelbara instrument som hittats. Världens äldsta bekräftade alkoholhaltiga dryck daterad 7000 till 6600 f.Kr. har hittats vid Jiahu, och är gjord av vindruvor, hagtorn, ris och honung. Fyndet kan räknas som världens äldsta vin.
Fynden vid Jiahu kan delas in i tre faser:
- Tidig Jiahu - 7000 till 6600 f.Kr.[4]
- Mellersta Jiahu eller Peiligang I - 6600 till 6200 f.Kr.[4]
- Sen Jiahu eller Peiligang II - 6200 till 5800 f.Kr.[4]

## Gravar
Totalt har 350 gravar med 500 gravsatta identifierats.
Under utgrävningen 2013 undersöktes 97 gravar.
De flesta gravarna är orienterade i öst-västlig riktning, men från den senare perioden har även gravar orienterade i nord-sydlig riktning hittats.
I de flesta gravarna fanns lergods vid sidan av den begravdes huvud.
Andra vanliga gravobjekt är benflöjter, pilar av fiskben med benspetsar, sköldpaddsskal, elfenbensgravyr, djurtänder, turkosornament och stenyxor.
I några gravar har silkeprotein daterade till 6 500 f.Kr. vilket är det äldsta beviset på siden i Kina.

## Jiahuskrift

Exempel på symboler som hittats på gravgods i Jiahu.

Piktogram inristade i sköldpaddsskal har grävts upp ur gravarna i Jiahu, som kan klassas som den äldsta form av kinesiska skrivtecken som hittats. Fynden består av nio sköldpaddsskal och två benobjekt med ingraverade symboler och dessa är huvudsakligen daterade till 6600 till 6200 f.Kr. Symbolerna har likheter med skrivtecken från den yngre orakelbensskrift som hittats vid Yinxu. Symbolerna har bland annat likheter med skrivtecknen för öga, förutser och siffran 8.
Totalt har elva olika symboler identifierats. Det är en kontroversiell fråga huruvida dessa tecken är att räkna som skrift eller inte. Ofta definieras skrift som en serie av ord. Det är ca 5 000 års tidsskillnad mellan Jiahuskriften och orakelbensskriften.